# الأطلنطي (فلم)
الأطلنطي (بالفرنسية: L'Atalante) فيلم فرنسي لعام 1934 كتبه وأخرجه جان فيجو وبطولة جان داستي وديتا بارلو وميشيل سيمون. أراد فيغو، بعد الإصدار الصعب لفيلمه القصير المثير للجدل «صفر للسلوك Zero for Conduct» في عام 1933، أن يصنع فيلمًا عن أوجين ديودوني (الزعيم اللا سلطوي أو الفوضوي 1884 - 1944)، الذي ارتبط به والد فيغو (الفوضوي ميغيل الميريدا) في عام 1913. فشل فيغو ومنتجه جاك لويس في إيجاد سيناريو مناسب، وأخيراً أعطى نونيز فيغو سيناريو غير منتج لجين جيني عن بحارة بارجة. أعاد فيجو كتابة القصة مع ألبرت ريرا.

## طاقم التمثيل
- ميشيل سيمون: في دور الأب جول
- ديتا بارلو: في دور جولييت
- جان داستي: في دور جان
- جيل مارغريتيس: في دور لو كاميلوت (البائع المتجول)
- لويس لوفيفر: في دور لو جوس (صبي الكابينة)
- موريس جيل: في دور مدير شركة الممرات المائية
- رافايل دليجانت: في دور راسبوتين (تاجر الخردة)
- رينيه بليك: في دور أفضل رجل (أفضل رجل جان)
- فاني كلار: في دور والدة جولييت
- تشارلز جولدبلات: في دور اللص
- غلين بول: في دور ضيف حفل زفاف أعرج

بالاشتراك مع: جاك بريفير - بيير بريفير – لوتشيموكوف.

## أحداث الفيلم
يتزوج جين، قبطان بارجة القناة المسماة «الأطلنطي»، جولييت في قريتها، ويقرروا العيش على متن البارجة مع طاقمه، وبير جولز غريب الأطوار، وصبي المقصورة. يسافر الزوجان إلى باريس لنقل البضائع والاستمتاع بشهر عسل مؤقت في الطريق. لم يعتاد جول وفتى الكابينة على وجود امرأة على متنها. عندما اكتشف جين أن جولييت تتحدث إلى جولز في مقر جولز، يغضب جين ويحطم بعض الأطباق.
تصل البارجة إلى باريس، ويعد جين زوجته بقضاء ليلة في الخارج، لكن جولز وصبي الكابينة يهبطوا لرؤية عراف، وهذا يخيب أمل جولييت لأن جين لا يمكنه ترك البارجة دون مراقبة، ولكن يصطحب جين جولييت لاحقاً إلى قاعة رقص، حيث يقابلون بائع متجول يغازل جولييت ويرقص معها ويطلب منها الهرب معه. يؤدي هذا إلى شجار مع جين، وبعد ذلك يأخذ جولييت إلى البارجة، ومع ذلك، لا تزال جولييت تريد رؤية الحياة الليلية في باريس، لذا تتسلل من البارجة لتذهب لمشاهدة المعالم السياحية. عندما يكتشف جين أنها تسللت من البارجة، يتخلص منها بشراسة ويتركها وراءه في باريس.
تذهب جولييت للتسوق عبر نوافذ المحال التجارية غير مدركة أن جين قد غادرت بالفعل، وعندما تعود إلى البارجة وتجد أن جين رحل، تحاول شراء تذكرة قطار إلى الوجهة التالية للبارجة، لكنها تتعرض لسرقة حقيبتها قبل أن تتمكن من ذلك، وتصبح مجبرة على العثور على وظيفة حتى تتمكن من العيش والسفر في النهاية إلى لوهافر للقاء البارجة.
يندم جين على قراره، ويصاب بالاكتئاب. يستدعيه مدير شركته، لكن جول يساعده بالاحتفاظ بوظيفته. يتذكر جين حكاية شعبية روتها جولييت ذات مرة. قالت إنه يمكن للمرء أن يرى وجه الحب الحقيقي في الماء. يحاول إستدعاء هذا عن طريق غمس رأسه في دلو، ويفشل ذلك، ثم يقفز في النهر. يقرر جول الرحيل ومحاولة العثور على جولييت. يجدها في متجر ويعودان إلى البارجة حيث يجتمع الزوجان ويعانقان بعضهما البعض بسعادة.

## بداية إصدار الفيلم والاستقبال
حضر موزعي الأفلام الفرنسيين عرض الفيلم لمعاينته في قصر روششورتون في 25 أبريل 1934. كان العرض كارثيًا.. وصف جان باسكال المقطع الأصلي بأنه "فيلم مرتبك، وغير متماسك، وعبثي عن عمد، وطويل، وباهت، وعديم القيمة التجارية"، ومع ذلك، قال إيلي فور إنه مع مشاهدة الفيلم تذكر الرسام "جان بابتيست كامي كورو" وأشاد "بهذه المناظر الطبيعية من المياه والأشجار والمنازل الصغيرة على ضفاف هادئة وقوارب تسير ببطء، تكوين لا تشوبه شائبة، نفس القوة موجودة بشكل غير مرئي، نفس التوازن بين جميع عناصر الدراما المرئية في احتضان العطاء للقبول الكامل، كل هذا جعلني أقدر متعة الاستمتاع بروح عمل فيغو، هو عنيف، ومعذب بالتأكيد، محموم، له أفكار وخيالات مشاكسة، مع الرومانسية الخبيثة، وحتى الشيطانية، ولكنها بشرية باستمرار.
قامت شركة الإنتاج بتقصير وقت تشغيل الفيلم إلى 65 دقيقة في محاولة لجعله أكثر شهرة وقاموا بتغير العنوان إلى «البارجة المارة Le chaland qui passe»، وهو اسم أغنية شهيرة في ذلك الوقت، وتم إدراجها أيضًا في الفيلم. كان فيجو أضعف من أن يدافع عن الفيلم حيث ساءت حالته. عندما تم إصدار الفيلم في سبتمبر 1934، كان إخفاقًا تجاريًا وحظي بتعليقات سيئة من النقاد، الذين وصفوه بأنه «فيلم من أعمال الهواة، ومنغمس في الذات ومريض».
حدث في أكتوبر 1934، بعد وقت قصير من انتهاء عرض الفيلم الأولي في دور العرض الفرنسية، توفي فيجو عن عمر يناهز 29 عامًا بين أحضان زوجته ليدو. يُزعم أنه توفي عندما بدأ أحد الفنانين في الشارع بعزف أغنية «البارجة المارة Le chaland qui passe».

## وصلات خارجية
- الأطلنطي على موقع IMDb (الإنجليزية)
- الأطلنطي على موقع روتن توميتوز (الإنجليزية)
- الأطلنطي على موقع نتفليكس (الإنجليزية)
- الأطلنطي على موقع ألو سيني (الفرنسية)
- الأطلنطي على موقع Turner Classic Movies (الإنجليزية)
- الأطلنطي على موقع أول موفي (الإنجليزية)
- الأطلنطي على موقع فيلمافينيتي (الإسبانية)
- الأطلنطي على موقع قاعدة بيانات الأفلام السويدية (السويدية)
- الأطلنطي على موقع قاعدة بيانات الفيلم (الإنجليزية)
- الأطلنطي على موقع ليتربوكسد (الإنجليزية)
- L'Atalante: Canal Music, by Luc Sante, Criterion Collection